# Гегесипп (эпиграмматист)
Гегеси́пп (др.-греч. Ἡγήσιππος, лат. Hegesippus) — древнегреческий поэт-эпиграмматист.
С рыбою вместе, в сетях извлекли из воды рыболовы

        Полуизъеденный труп жертвы скитаний морских.

И, осквернённой добычи не взяв, они с трупом зарыли

        Также и рыб под одной малою грудой песка.

Всё твоё тело в земле, утонувший: чего не хватало,

        То возместили тела рыб, пожиравших тебя.

В Палатинской антологии сохранилось 8 его стихотворений простого и строгого стиля: 3 посвятительных надписи и 5 эпитафий. Два из них написаны не традиционным для эпиграмм элегическим дистихом, а необычным размером: чередованием гекзаметров с шестистопными ямбами.
В стихотворении Мелеагра Гадарского о венке, где стихи полусотни греческих эпиграмматиков сравниваются с различными растениями, Гегесиппу соответствуют гроздья винограда.
Биографические сведения о Гегесиппе отсутствуют; ориентировочно временем его жизни считается III век до н. э. Высказывались предположения о тождестве Гегесиппа-эпиграмматика с Гегесиппом-комедиографом, пара отрывков из сочинений которого приводится у Афинея. В этом случае сравнение Мелеагра обретает смысл, поскольку виноград посвящался покровителю театра богу Дионису, а «хмельные» ассоциации хорошо подходят к весёлой, легкомысленной античной комедии, но не к сдержанным и серьёзным стихотворениям Гегесиппа из Антологии. Впрочем, имя «Гегесипп» (с др.-греч. — «Коновод») было достаточно популярным в Древней Греции — известно и несколько других его носителей.